# Calamari Union
Calamari Union ist eine 1985 erschienene surreale Filmkomödie des finnischen Regisseurs Aki Kaurismäki. Wie auch frühere sowie spätere Arbeiten des Regisseurs befasst sich der Film mit dem Milieu von Außenseitern, die unter wirtschaftlichem Druck nach einem besseren Leben trachten. Calamari Union gilt mit seinem trockenen Humor und seinem Cast aus teils bekannten finnischen Rockmusikern als Kultfilm.

## Handlung
18 Männer, von denen 17 Frank heißen, fassen in einer Kneipe in Helsinki den Entschluss, vom Stadtteil Kallio in den Bezirk Eira zu ziehen, da das Leben dort besser sei. Die eigentlich nur wenige Kilometer weite Reise entpuppt sich im Laufe des Films als Odyssee voller absurder Hindernisse, deren Ziel am Ende des Films nur zwei der Protagonisten sehen werden.

## Kritik
„Eine abstruse Mischung aus Farce und existentialistischem Drama, die mit spröder Poesie und in kühlen Bildern die finnische Alltagswelt als groteskes "Schlachtfeld" eines täglichen Überlebenskampfes zeichnet.“